# West Line
West Line – wieś w Stanach Zjednoczonych, w stanie Missouri, w hrabstwie Cass.